# Pomarańczowy karzeł
Pomarańczowy karzeł – gwiazda ciągu głównego należąca do typu widmowego K i klasy jasności V. Pod względem wielkości i temperatury pomarańczowe karły położone są pomiędzy czerwonymi karłami reprezentującymi typ widmowy M i klasę V oraz żółtymi karłami typu G i klasy V. Masa tego typu gwiazd wynosi zwykle od 0,5 do 0,8 masy Słońca, a temperatura ich powierzchni od 3900 do 5200 kelwinów.
Gwiazdy tej klasy są interesujące dla poszukiwaczy życia pozaziemskiego ze względu na długi czas życia, 15-30 miliardów lat (dla porównania obecny wiek Słońca szacowany jest na 4,6 miliarda lat, a Wszechświata na 13,8 mld lat).
Najbliższy pomarańczowy karzeł to alfa Centauri B, odległy o 4 lata świetlne od Ziemi, jego typ widmowy to K0-1 V, a masa – 0,9 masy Słońca. Drugi co do bliskości pomarańczowy karzeł to epsilon Eridani. Jest odległy o 10,67 lat świetlnych od Ziemi, ma masę 0,85 masy Słońca. Wokół obu tych gwiazd krążą planety.
Gwiazdy typu K są około 10 razy bardziej pospolite niż gwiazdy podobne do Słońca (typu G).
Są one stabilne na tyle, że strefa przyjazna życiu wokół nich nie zmienia rozmiarów przez wiele miliardów lat.
Nieco mniejsze od Słońca pomarańczowe karły, jak twierdzą naukowcy, stwarzają najlepsze warunki do tego, by istniała wokół nich strefa warunków sprzyjających powstaniu życia, tak zwana ekosfera, gdzie może istnieć woda w stanie płynnym.

## Living with a Red Dwarf
Grupa naukowców z uniwersytetu w Pensylwanii z Edwardem Guinanem na czele, prowadziła przez kilka ostatnich lat badania, dotyczące tego, jak właściwości gwiazd zmieniają się w zależności od ich masy. Rezultaty zostały opublikowane w artykule The "Living with a Red Dwarf" Program. 
Okazało się, że na czerwonych karłach, których masa waha się między 10 a 50% masy Słońca, często powstają ogromne rozbłyski, uwalniające promieniowanie potencjalnie bardzo szkodliwe dla życia na pobliskich planetach. Taka aktywność jednak zmniejsza się z wiekiem czerwonego karła i naukowcy nie wykluczyli możliwości powstania życia na planetach w pobliżu czerwonych karłów, ale takie życie, niewątpliwie, miałoby tam niemałe przeszkody do rozwoju.
Pomarańczowe karły natomiast, których masa waha się między 50 a 80% masy Słońca, emitują rozbłyski tylko nieznacznie częściej, niż gwiazdy takie jak Słońce. Poza tym, szanse na powstanie inteligentnych form życia na planetach wokół pomarańczowych karłów są duże ze względu na to, że istnieją one bardzo długo – do 30 miliardów lat. Oznacza to, że żadna z tych gwiazd nie umarła od powstania Wszechświata. 
Wszystko to sprawia, że pomarańczowe karły są bardzo interesujące dla prowadzenia badań i projektów takich, jak SETI.